# Batalla de Tricamàrum
La batalla de Tricamàrum va tenir lloc el 15 de desembre del 533, enfrontant les forces dels vàndals, amb el seu rei Gelimer i el seu germà Tzazó al capdavant, i les tropes de l'Imperi Romà d'Orient, liderades pel general romà d'Orient Belisari. Aquesta batalla va seguir la gran victòria que Belisari va obtenir davant els vàndals a la batalla del Desè Mil·liari, i significaria la fi del Regne Vàndal a l'Àfrica, completant la reconquesta de la província per l'emperador Justinià I.

## Rerefons
Encara que el rei Gelimer disposava d'una força molt més nombrosa que els romans d'Orient, el seu pla per aniquilar l'exèrcit de Belisari al Desè Mil·liari va fracassar totalment i el vàndal es va veure obligat a abandonar Cartago i fugir a Bul·la Règia, Numídia. Era conscient que havia patit una severa derrota i no estava en condicions d'enfrontar-se als romans d'Orient. Des de Numídia, però, va enviar emissaris al seu germà Tzazó que es trobava a Sardenya amb nombroses tropes. Tzazó, tan bon punt va rebre el missatge, va salpar en ajuda del seu germà.
Mentrestant, Gelimer intentava causar discòrdia entre els mercenaris de Belisari i enviava espies per intentar comprar la lleialtat dels Huns, que havien estat decisius en la batalla anterior. També va prometre recompenses a les tribus amazigues locals, per cada cap romà que li portessin.
Quan Tzazó va arribar als mitjans de desembre, Gelimer va passar a l'ofensiva i els dos germans dirigiren l'exèrcit cap a Cartago, amb la intenció de posar-hi setge. El primer que van fer fou destruir el gran aqüeducte que subministrava aigua a la ciutat.

## Batalla
Belisari havia reforçat i reconstruït les muralles de la ciutat durant les dotze setmanes que l'havia ocupat des de la batalla del Desè Mil·liari, però sabia de l'activitat dels espies vàndals i les seves converses amb els huns. Decidit a no esperar a ser traït durant el setge, va marxar amb el seu exèrcit a l'encontre dels vàndals, amb la seva cavalleria al capdavant i els huns a la rereguarda.
Les dues forces entaularen el combat a Tricamàrum, 30 milles a l'oest de Cartago, i la cavalleria romana va carregar immediatament contra l'enemic, reagrupant-se i carregant encara dos cops més. Va ser durant aquesta tercera càrrega de la cavalleria que matà Tzazó. Aparentment, Gelimer fou testimoni de la mort del seu germà i va quedar consternat. Els Vàndals dubtaren i començaren a fugir, deixant 3.000 morts en el camp de batalla. Gelimer va fugir de nou cap a Numídia i Belisari va marxar cap a la ciutat d'Hippo Regius, que li va obrir les portes.

## Fets posteriors
Gelimer es va adonar que el seu regne estava perdut i va intentar travessar cap a la península Ibèrica, on encara quedaven grups de vàndals que no havien creuat cap a Àfrica anys enrere. Malgrat tot, els romans van barrar-li el pas i Gelimer es va veure obligat a refugiar-se a les muntanyes de Tunis, entre els amazics. L'any següent, els homes de Fares l'hèrul el van localitzar i rodejar, i finalment el darrer rei vàndal es va rendir i fou portat a Constantinoble.